# أرجوك لا تفهمني بسرعة
أرجوك لا تفهمني بسرعة هو مسلسل إذاعي مصري من تأليف الكاتب الراحل محمود عوض، وإخراج محمد علوان. وكان من بطولة عبد الحليم حافظ (بدور سامي) ونجلاء فتحي (بدور ليلى) وعادل إمام (بدور أحمد).
أذيع هذا المسلسل في رمضان 1393 هجرية الموافق أكتوبر 1973 على موجات إذاعة الشرق الأوسط، لكن لم يستكمل بثه نتيجة قيام حرب العاشر من رمضان\السادس من أكتوبر المجيدة. ويعتبر العمل الإذاعي الوحيد للعندليب الأسمر عبد الحليم حافظ.

## وصلات خارجية
حلقة من المسلسل على موقع يوتيوب على يوتيوب